# Светлое (Айыртауский район)
Светлое (каз. Светлое) — село в Айыртауском районе Северо-Казахстанской области Казахстана. Входит в состав Камсактинского сельского округа. Код КАТО — 593244700.

## Население
В 1999 году население села составляло 791 человек (393 мужчины и 398 женщин). По данным переписи 2009 года, в селе проживало 476 человек (235 мужчин и 241 женщина).